# Visarion Aștileanu
Visarion Aştileanu (született Vasile Aştileanu, Kolozsvár, 1914. március 14. – Arad, 1984. augusztus 6.) görögkatolikus román pap, Iuliu Hossu püspök titkára, politikai fogoly, majd római katolikus plébános, végül az aradi ortodox egyházmegye püspöke.

## Életrajza
Vasile Aştileanu középiskolai tanulmányait a kolozsvári George Bariţ Líceumban (1925–1933), a felsőiskolai tanulmányokat a kolozsvári Egyesült Teológiai Akadémián (1933–1935) végezte, folytatva  ezeket a római Propaganda Fide Kollégium filozófia és teológia szakán (1935–1942), ahová Iuliu Hossu görögkatolikus püspök küldte. Rómában szerzett diplomát (1941) és doktori címet (1942), majd titkárként és egyházmegyés papként szolgált a Kolozsvári Bob templomban (1942–1949).
1952–1955 között politikai fogoly volt a Kolozsvár-Szamosújvári egyházmegyében görögkatolikus ellenállás szervezésének vádjával. Szabadulása után rövid ideig a Iași megyei Radukaneni Szent Péter és Pál-templomának katolikus plébánosa volt.
1958-ban a román ortodox egyház tagja lett, ahol először mint patriarchátusi főfelügyelő, majd 1962-től mint lelkész működött. Vallásváltását a hatóságok mint nyomást használták fel a többi görögkatolikus pap ellen, kényszerítve őket, hogy kövessék a példát. 1958 novemberében, miután Astileanu „visszatért”, a hatóságok több titokban tevékenykedő (Tordos, Borosbenedek, Kristyor, Béld stb.) görögkatolikus papot letartóztattak.
Míg patriarchátusi főfelügyelőként tevékenykedett, a bukaresti Popa Tatu és Antim egyházakban papként is szolgált (1958–1961). 1962. szeptember 9-én szerzetessé avatták Visarion néven a sinaiai kolostorban, ugyanakkor főpappá szentelték Ploeşteanul néven. 1962–1969 között vikárius püspök. 1968. december 16-án megválasztották az erdélyi román érsekség segédpüspökének Răşinăreanul néven. Nicolae Ceaușescu 1968. december 30-án ismerte el új tisztségében. Beiktatása 1969. június 1-jén történt. 1973. június 10-én Arad püspökének választották Teoctist Arăpașu utódjaként. 1973. augusztus 6-án iktatták be, és aradi püspökként szolgált haláláig.

## Teológiai munkái
Több tanulmány tett közzé „az egyház újraegyesítése Erdélyben” témában, azaz a görögkatolikus egyház 1948-ban történt megszüntetéséről és a román ortodox egyházba való bekebelezéséről, riportokat, prédikációkat, könyvbírálatot publikált a Biserica Ortodoxă Română, Mitropolia Ardealului, Mitropolia Banatului, Telegraful Român című egyházi folyóiratokban, valamint a Reîntregirea Bisericii Ortodoxe Române din Transilvania című munkát (BOR, an. LXXXVI, 1968, nr. 6, p. 710-723) és az Aspecte ale unificării spirituale a românilor din Transilvania tanulmányt (Unitatea de limbă în secolul XIX, MA, an. XVI, 1971, nr. 11-12, pag. 832-851).

## Pasztorációs-missziós tevékenysége
Mint Arad püspöke az egyházmegye adminisztrációs-gazdasági tevéknységét felügyelte, megnyitotta a Prislop-I kolostort, és az egyházmegye kulturális és művészeti örökségének megőrzésében jeleskedett. Ebben az időszakban adta ki a Mănăstirea Hodoş-Bodrog kötetet (Arad, 1980). Részt vett több szinodiális küldetésben, és Nyborgban az Európai Egyházak Konferenciáján (1964).

## Iuliu Hossu visszaemlékezéseiben
Iuliu Hossu emlékirataiban megemlíti, hogy Aştileanu az 1961. év folyamán meglátogatta a Căldăruşani kolostorban, és látta, amint Aştileanu szeme megtelt könnyel, és alig tudott beszélni. A kötet szerkesztője, Silvestru Augustin Prunduş szerzetespap megjegyezte egy lábjegyzetben, hogy élete vége felé, amikor már Arad püspöke volt, Visarion Aştileanu görögkatolikus papoktól kapta a szakramentumot, akiknek megvallotta, úgy érzi magát, mintha börtönbe zárták volna, a püspökség a személyzetet nagyon erős felügyelet alatt tartja.